# Société d'outillage mécanique et d'usinage d'artillerie
Vous pouvez aider à l'améliorer ou bien discuter des problèmes sur sa page de discussion.
- Il ne cite pas suffisamment ses sources. Vous pouvez indiquer les passages à sourcer avec {{référence nécessaire}} ou {{Référence souhaitée}}, et inclure les références utiles en les liant aux notes de bas de page. (Marqué depuis mars 2022)
- Son texte doit être wikifié : il ne correspond pas à la mise en forme Wikipédia (style, typographie, liens internes, liens entre les wikis, etc.). (Marqué depuis mars 2022)
- Sa typographie ne respecte pas les conventions de Wikipédia. Vous pouvez solliciter de l’aide de l’Atelier typographique. (Marqué depuis mars 2022)

- Archive Wikiwix
- Bing
- Cairn
- DuckDuckGo
- E. Universalis
- Gallica
- Google
- G. Books
- G. News
- G. Scholar
- Persée
- Qwant
- (zh) Baidu
- (ru) Yandex
- (wd) trouver des œuvres sur Wikidata

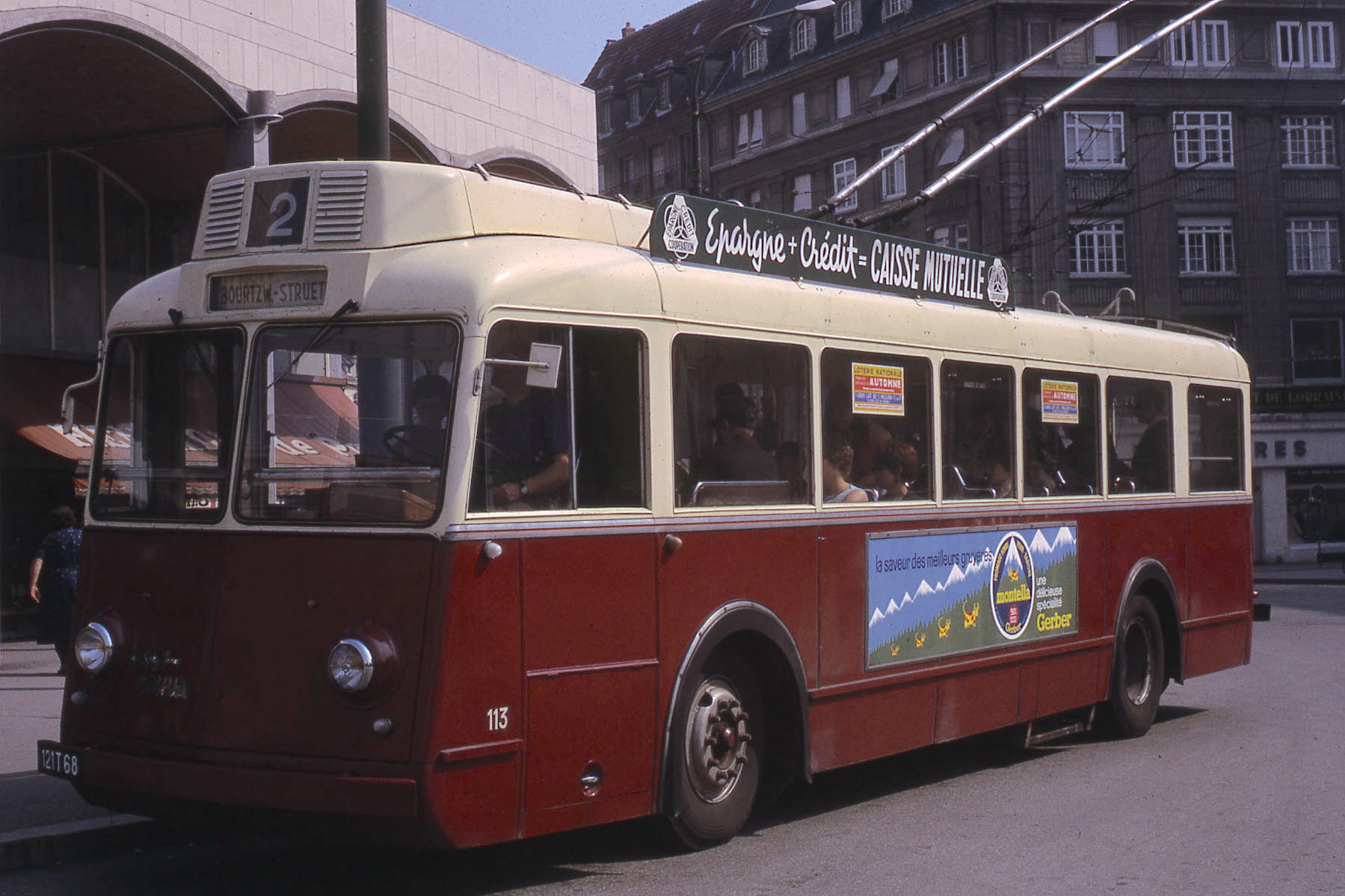
Trolleybus type SW du réseau de Mulhouse.

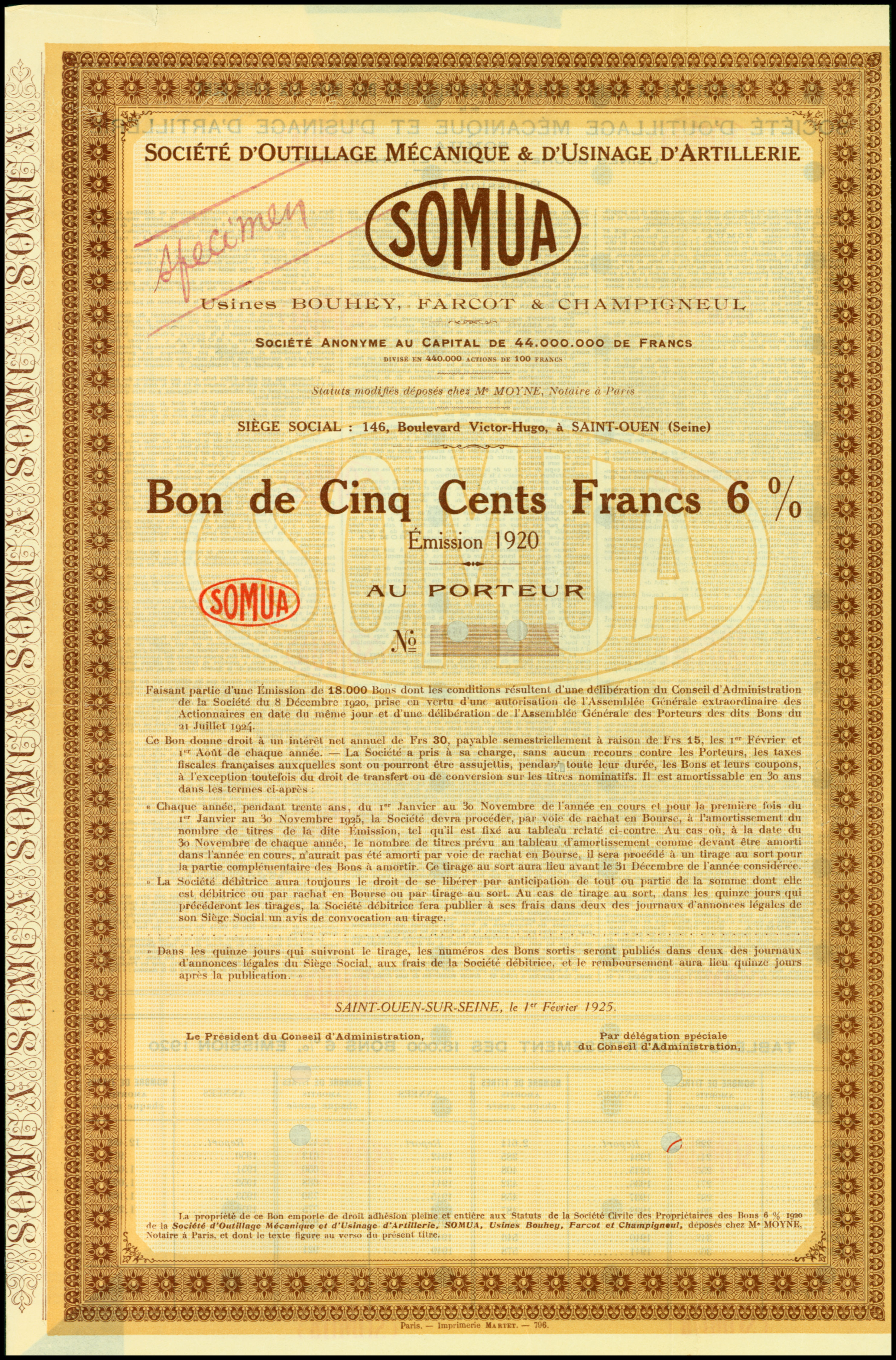
Bon de la SOMUA en date du 1er février 1925.

La Société d'outillage mécanique et d'usinage d'artillerie (SOMUA) était une entreprise active dans la construction de machines-outils et de véhicules routiers.

## Historique
Une entreprise est fondée en 1861 par "Étienne Bouhey" sous le nom de Bouhey. La société des Usines Bouhey est constituée en 1894 et produit des machines outils. 
En 1914, les Usines "Bouhey" fusionnent avec les établissements "Farcot" de Saint-Ouen et "Champigneul" de Paris, pour former la Société d'Outillage Mécanique et d'Usinage d'Artillerie (SOMUA) passant sous contrôle de Schneider et Cie. Elle s'installe à Saint-Ouen, avec la construction d'une importante usine, et lance un programme d'usinage d'artillerie légère et de construction de camions, de tracteurs et de blindés dont le char Schneider CA1.
En 1930, plusieurs modèles de camions à trois essieux sont produits : équipés de demi-cabines avancées, de moteurs Diesel, ils acceptent des charges utiles de 10 à 13 tonnes. Une gamme plus légère, de cinq à huit tonnes de charge utile et dotée de moteurs à essence, est également disponible.
En 1936, SOMUA produit des autorails, le XS numéroté de 1 à 11,  pour le PLM : Autorail Atypique, il forme un ensemble articulé de 2 éléments, constitué d'une caisse motrice courte et d'une remorque longue avec une intercirculation par soufflet.
En 1939, SOMUA propose des camions à cabine avancée à deux ou trois essieux, avec un choix de moteurs à essence ou Diesel.

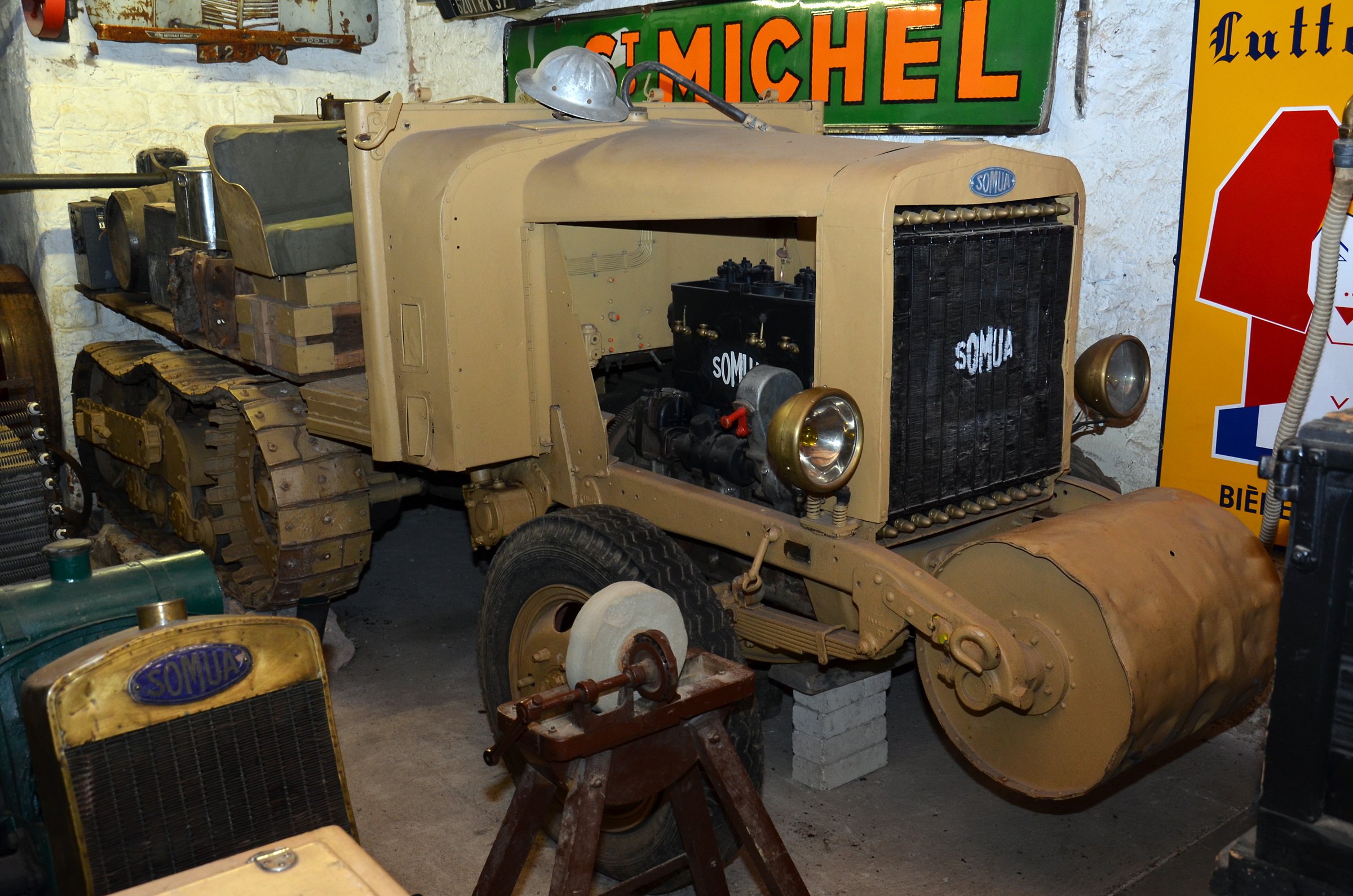
Tracteur d'artillerie à chenilles SOMUA.

Pendant la Seconde Guerre mondiale, la production de camions cesse pratiquement (entre 1943 et 1946). Cependant, la firme développe en 1944 sous licence suédoise Hesselman (en) un camion porteur original : nommé JL 12, équipé d'un pare-brise descendant de chaque côté de la calandre du radiateur, d'un moteur polycarburants à quatre cylindres. Le moteur déplait à la Commission des plans de modernisation de l’automobile qui décide, en 1946, d'intégrer SOMUA à la Générale française automobile (GFA) avec Willème et Panhard. 
En 1946, une nouvelle gamme est proposée : un camion à cabine avancée nommé JL 15, avec une transmission à cinq rapports permettant d'exploiter au mieux les 130 chevaux que délivre le moteur six cylindres Diesel (licence Hesselman) de 8,6 litres. Disponible avec six choix de châssis : de 6,30 à 10,89 mètres et 2 ou 3 essieux, cette gamme supporte de 11 à 16 tonnes de charge utile. Disponible en configuration camion ou autobus, les modèles portaient respectivement les dénominations : JL 15T et JL 15LO.
En 1948, SOMUA construit deux automotrices électriques doubles 1 500 V DC pour la SNCF. Elles ont essentiellement circulé dans la région Sud-Ouest.
En 1953, SOMUA fusionne avec la Société Ernault-Batignolles, spécialisée dans la fabrication de tours semi-automatiques et de fraiseuses spéciales. 
En 1955, SOMUA sort le JL 19, disponible en versions deux ou trois essieux et motorisé par un Diesel de six cylindres (le D 615 de 9,3 litres développant 180 ch). La transmission du JL 19 est confiée à une boîte manuelle à dix rapports. Disponibles en porteurs ou tracteurs, cinq différents châssis sont proposés, acceptant une charge utile jusqu'à 26 tonnes. À partir du châssis JL15, SOMUA abandonne le moteur licence Hesselman et adopte un nouveau moteur qui sera le fleuron de ses gammes futures, la version 6 cylindres 110 × 150 mm du moteur Diesel ""Panhard 4HL"" sous licence américaine "Lanova". Baptisé D610, il devient très vite le D615, à la suite d'une augmentation de l'alésage à 115 mm.
La même année, la branche poids lourds de Renault, Automobiles Industriels Latil et SOMUA sont regroupés sous la marque LRS qui devient SAVIEM le 23 décembre 1955.

## Production

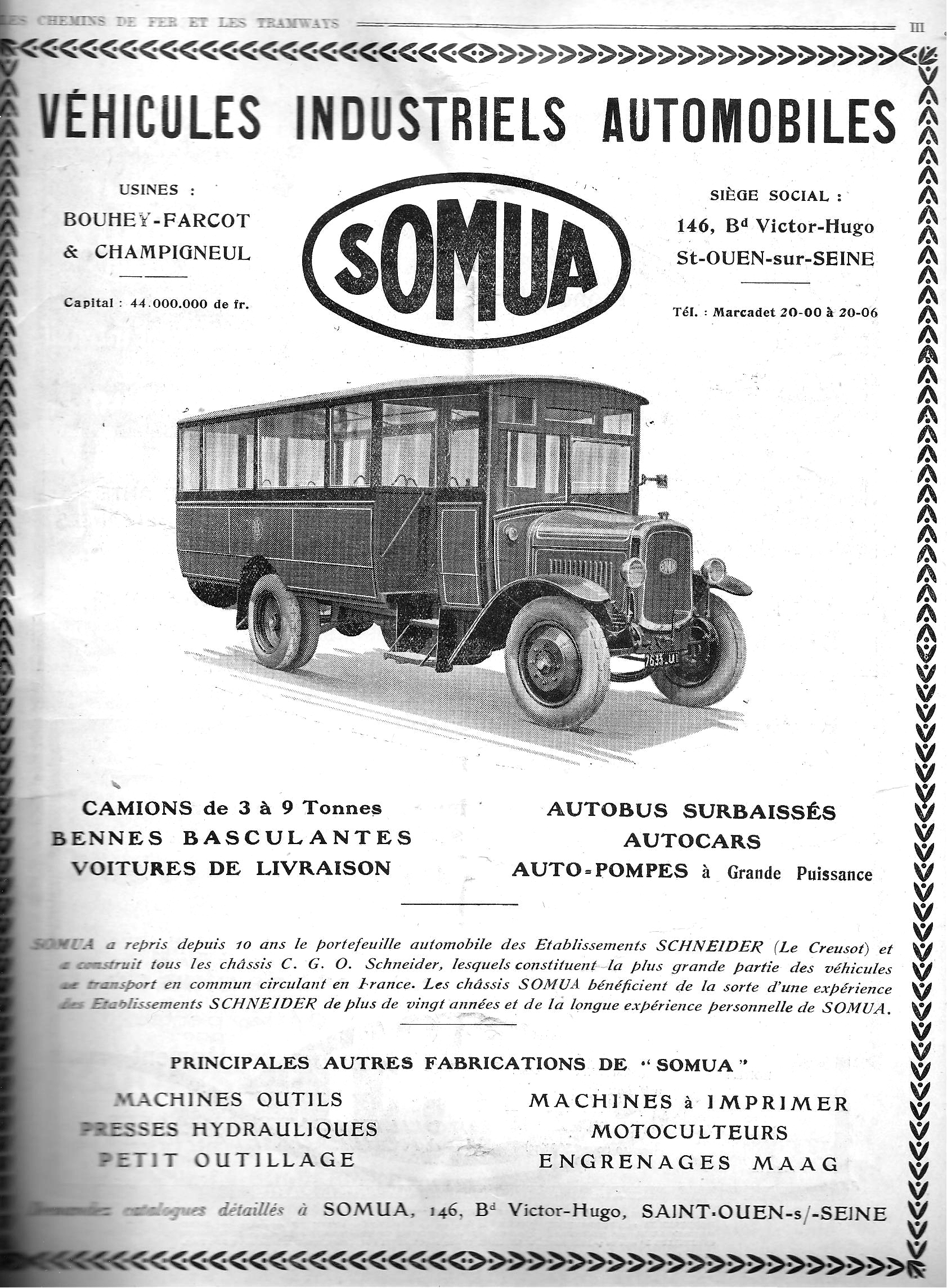
Publicité pour des autobus en 1927.

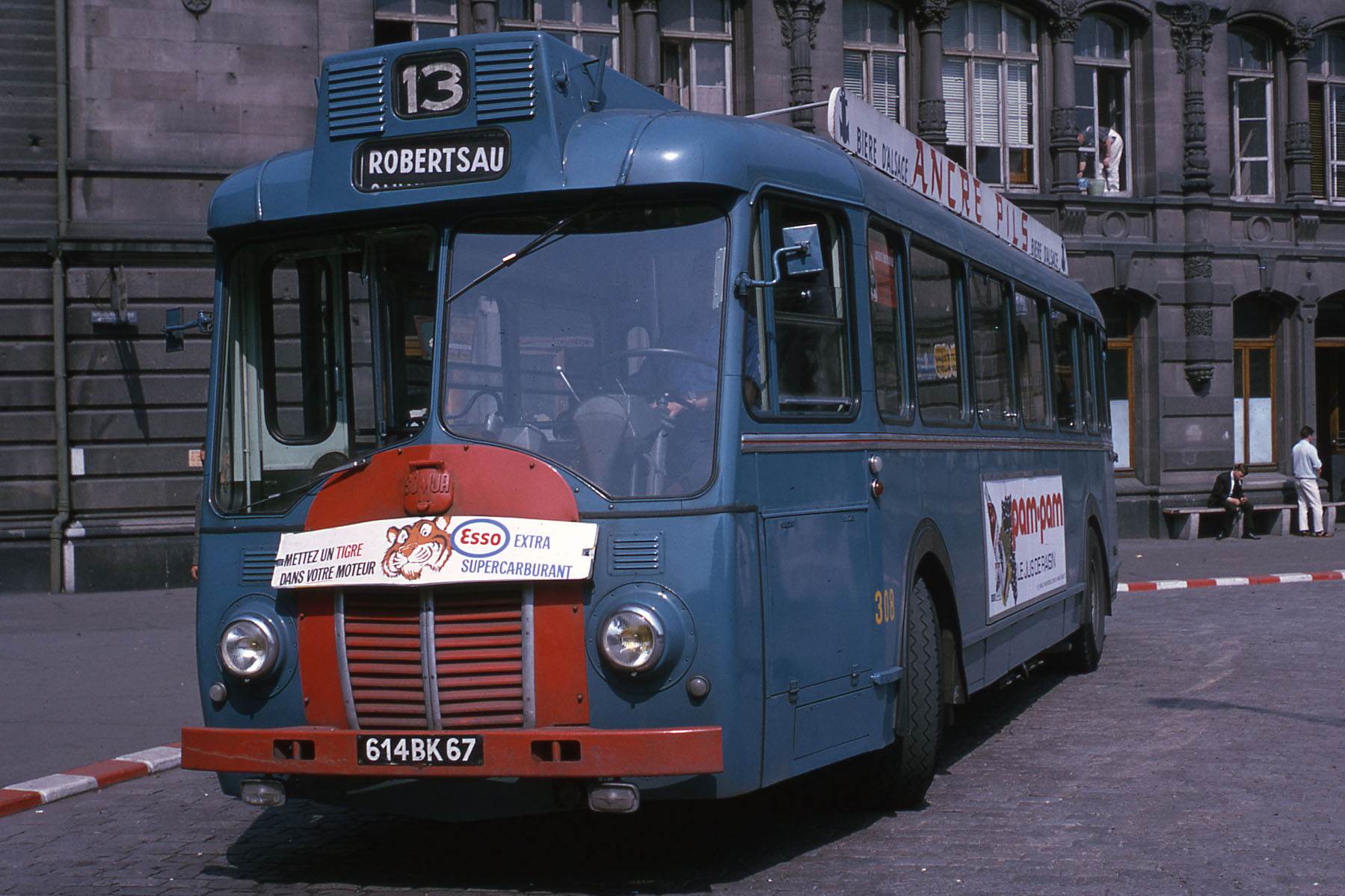
Somua type OP5/2

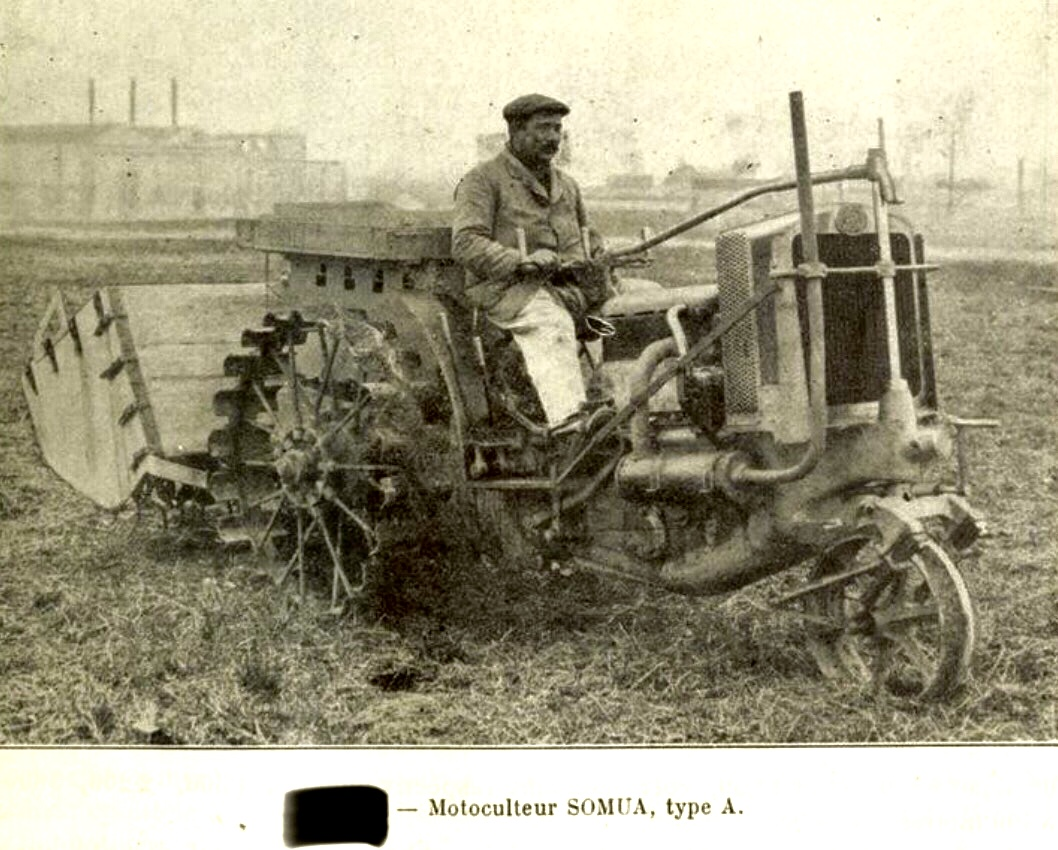
Somua type A motoculteur

### Autobus, autocars et trolleybus
- MAT2
- OP5 dont :
  - OP5/2 - 300 unités pour la RATP - 2 portes latérales - 1950/1972 - girouette centrale
  - OP5/3 - 380 unités pour la RATP - 3 portes latérales - 1959/1974 - girouette centrale
  - OP5/3 S2B3 - 240 unités pour la RATP - suppression de la girouette - 1960/1974
- RZDA

### Autorails
- AE
- AL12
- ALB
- ZZ D 1 & 2

### Camions
- JL 19
- MTP

### Chars
- S-35 (430 unités pour l'armée Française - 1937/1940)
- S-40 (agrandissement de la tourelle et modifications de la culasse du canon)

### Véhicules militaires utilitaires
- MCG

#### Monographies
- (en) David Burgess-Wise, The Illustrated encyclopedia of automobiles, Londres, New Burlington Books, 1979, 352 p. (ISBN 978-0-906286-16-6, OCLC 122294733).
- Atlas des camions français : l'ère des grands routiers, Issy-les-Moulineaux, Éd. Glénat, 2007, 234 p. (ISBN 978-2-7234-5924-2, OCLC 471043046).